# Devonshire Quarrenden

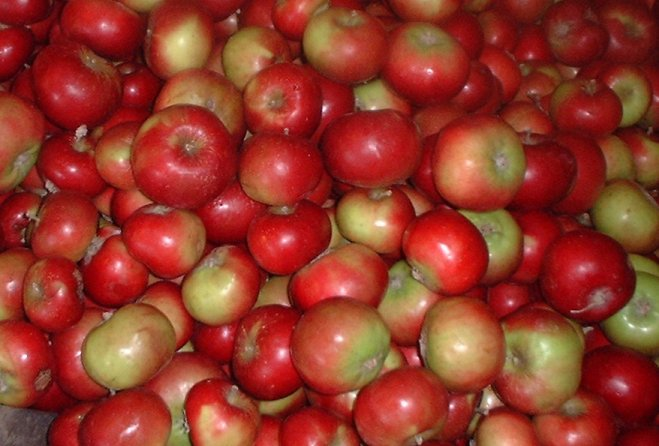
Devonshire Quarrenden i British Columbia i Kanada.

Devonshire Quarrenden (litografi av målning av Henriette Sjöberg (1842–1915)).

Devonshire Quarrenden är en engelsk äpplesort som mognar tidigt. Dess grundfärg är grön, med röd täckfärg på en stor del av äpplet. Äppelsorten har kort hållbarhet och låg C-vitaminhalt. Den är främst användbar som ätäpple och till must. Devonshire Quarrenden har tendens till vartannatårsbördighet.
Till Sverige infördes den på 1850-talet av Eneroth.